# イングリッシュ・エレクトリック・レールコーチ (ブラックプール・トラム)
この項目では、イギリスの都市・ブラックプールの路面電車（ブラックプール・トラム）に導入された車両のうち、イングリッシュ・エレクトリックが製造した電車（English Electric Railcoach）について解説する。流線形の車体を備えた1階建ての車両で、1930年代に45両が導入され、ブラックプール・トラムの主力車両として使用された。

## 概要
1930年代、イギリス各地に路面電車車両を製造していたイングリッシュ・エレクトリックは、当時発展を続けていたバスへの対抗策として、近代的かつ快適性や柔軟性を向上させた設計を提案していた。これを受け、路面電車の近代化を模索していたブラックプール・トラムにも同様のコンセプトを基にした車両を導入する事となり、1933年に製造契約が結ばれた。
全長43 ft (13,000 mm)の両運転台式のボギー車で、2枚の正面窓を有する流線形の前面デザインやクリーム色と緑色を基調とした塗装は、以降ブラックプール・トラムの近代化を目的に導入された各種車両にも標準的に採用された。車内には電気暖房が備わっていた他、運転席と客室の間には仕切りが設けられていた。制御器はイングリッシュ・エレクトリックが開発・生産した「Z形」が用いられ、こちらも他形式へ標準的に用いられた。

## 運用
一連のイングリッシュ・エレクトリック製の1階建て電車のうち、最初に導入されたのは試作車1両（200）で、1933年6月24日から営業運転を開始し、利用客から高い評価を得た。その直後には量産車24両（201 - 224）の導入が決定し、同年12月から翌1934年3月の間にブラックプールへ納入された。これらの量産車は車内空間を確保するための車体長の延長が実施されており、前面形状も試作車から一部変更された。その後、これらの電車と同様の流線形の前面を持つ、屋根が無いオープンデッキの1階建て電車「ボート」や2階建て車両「バルーン」の生産を挟み、1935年にもイングリッシュ・エレクトリック製の1階建て電車の増備が行われ、同年中に20両（264 - 283）の導入が実施された。
その後、これらの車両はブラックプール・トラムの主力車両として使用され、1968年には残存車両に対して車両番号の変更（610 - 620）が実施された。だが、1960年代以降多くの車両について後述の改造が実施された他、路面電車路線の廃止に伴い余剰となった車両の廃車が進められた。そのため、2024年時点で製造当時の車体のまま現存する車両は存在しない。

## 改造形式
1960年代以降、ブラックプール・トラムにはイングリッシュ・エレクトリック製の電車を改造する形で以下の形式の車両が導入された。また、これら以外にも前面形状の変更を始めとした各種改造が施された車両が存在したが、これらについても「OMOカー」を始めとした車両への再改造が実施されている。
- ツインカー（Twin Cars） - 繁忙期と閑散期で輸送力の調整を目的に導入された2両編成の電車。電動車として10両のイングリッシュ・エレクトリック製の電車が改造された。
- OMOカー（OMO Cars） - 人件費を始めとしたコストの削減を目的に導入されたワンマン運転（One-Man Operation）向けの車両。1970年代初頭時点で残存していたイングリッシュ・エレクトリック製の電車を改造する形で13両が製造された[14]。
- イルミネイテッドカー（Illuminated Cars） - ブラックプール・トラムのイベント用に使用される特別車両「イルミネイテッドカー」のうち、「ウエスタン・トレイン（Western Train）」の前方に連結される蒸気機関車を模した「733」、船舶を模した2階建ての「ホバートラム（Hovertram）」こと「735」にはイングリッシュ・エレクトリック製の電車の台枠や台車、機器が用いられている。

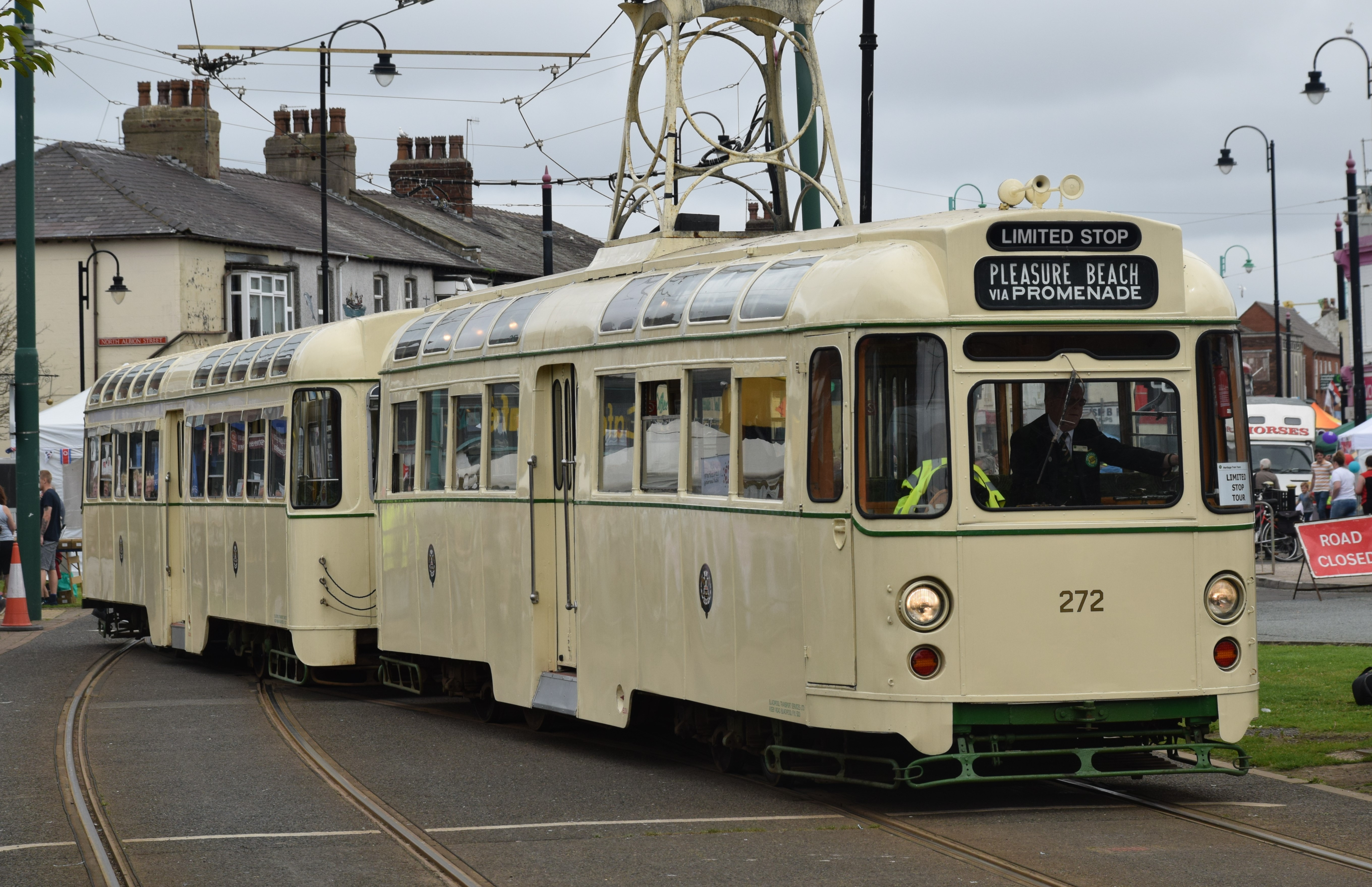
ツインカー（2016年撮影）
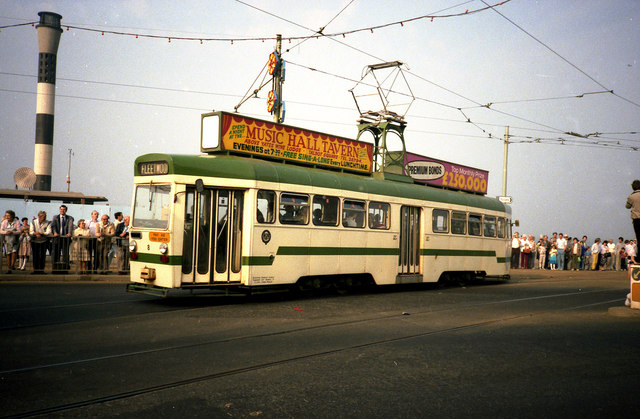
OMOカー（1985年撮影）
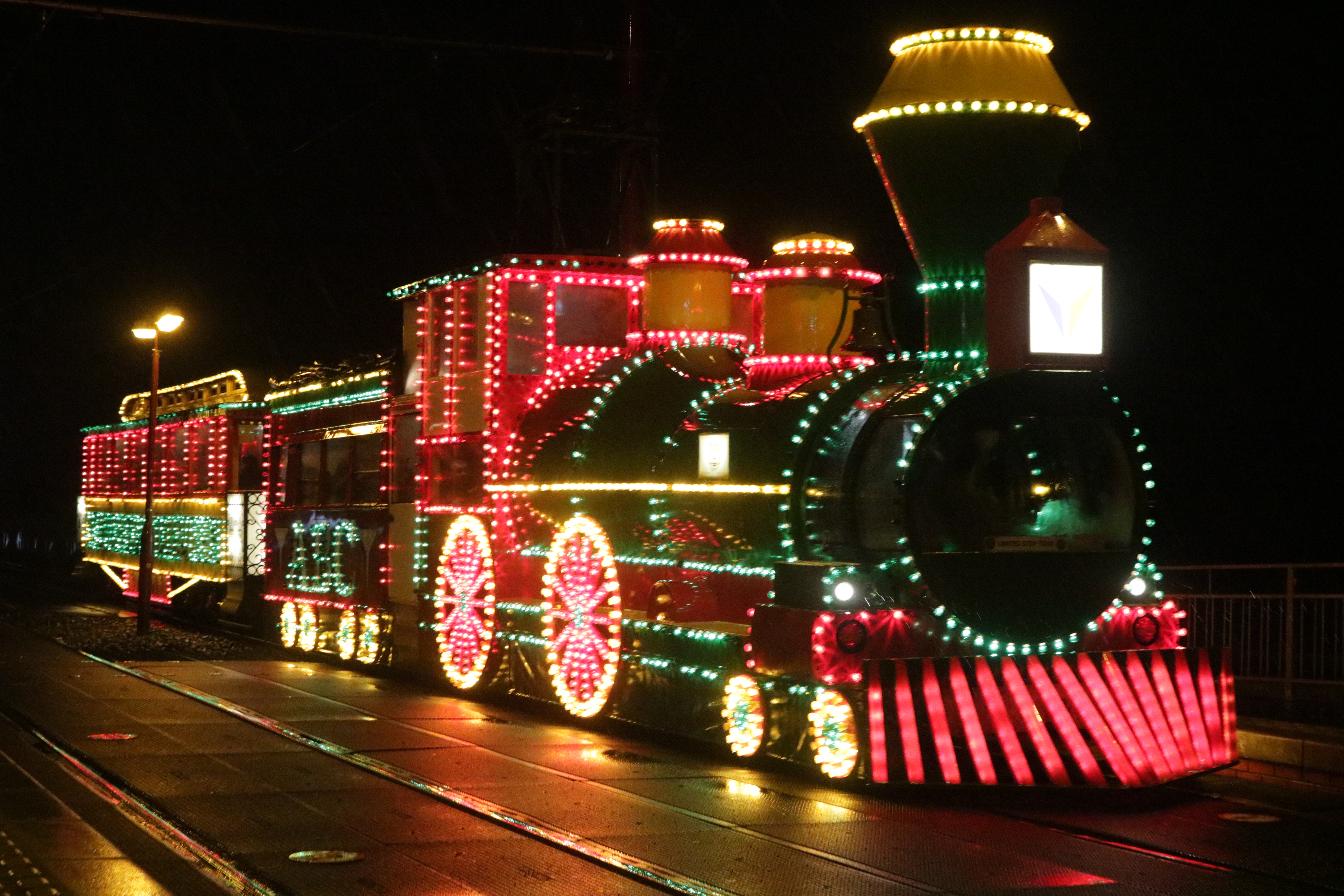
イルミネイテッドカー（733）（2019年撮影）
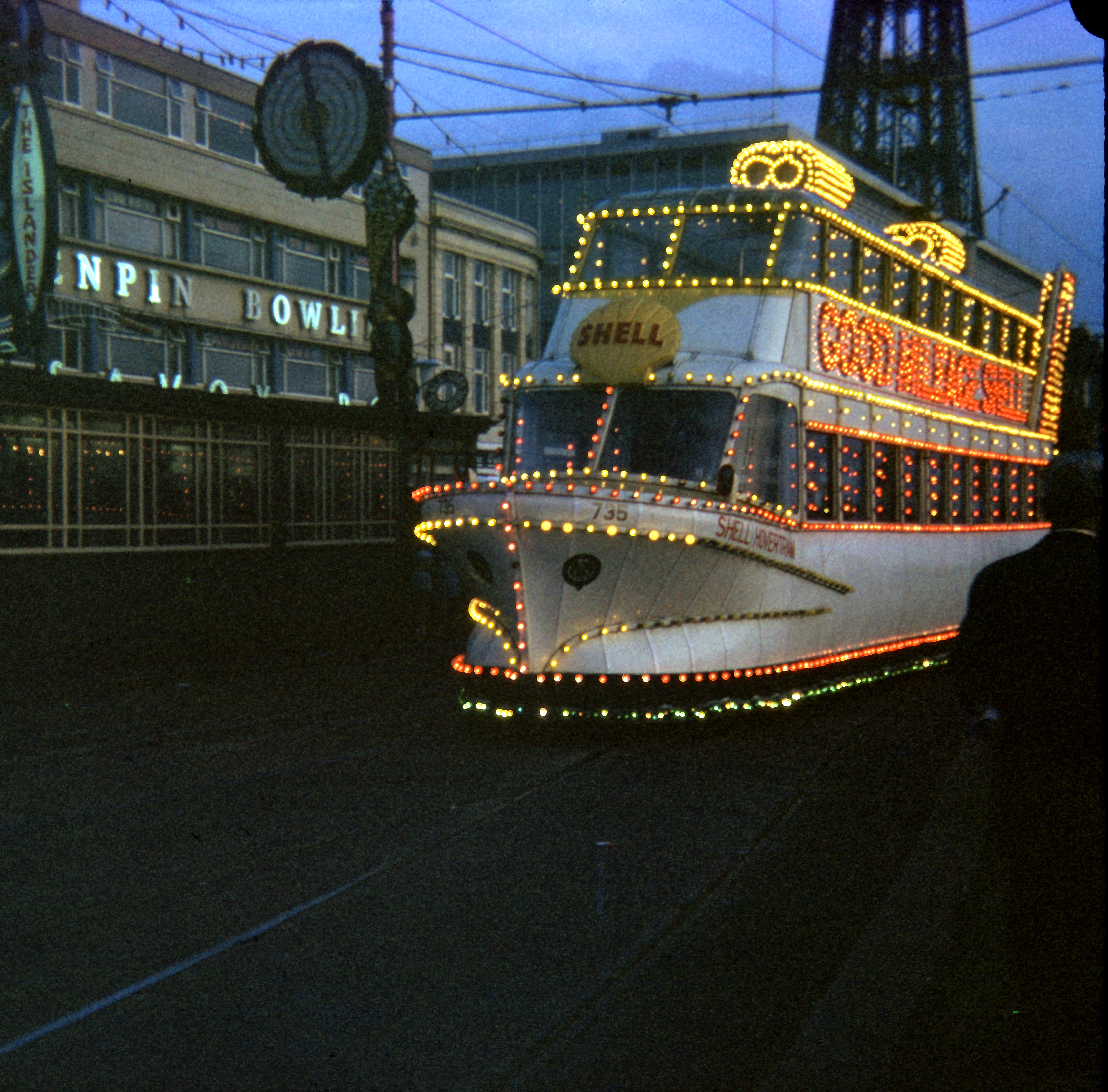
イルミネイテッドカー（735）（1980年代撮影）

## 参考資料
- Steve Palmer; Brian Turner (1978-11-1). Blackpool By Tram. Transport Publishing Co Ltd.. ISBN 978-0903839358
- James Joyce (1985-4-1). Blackpool's Trams. Ian Allan Ltd. ISBN 978-0711014756